# Seznam představitelů Prahy

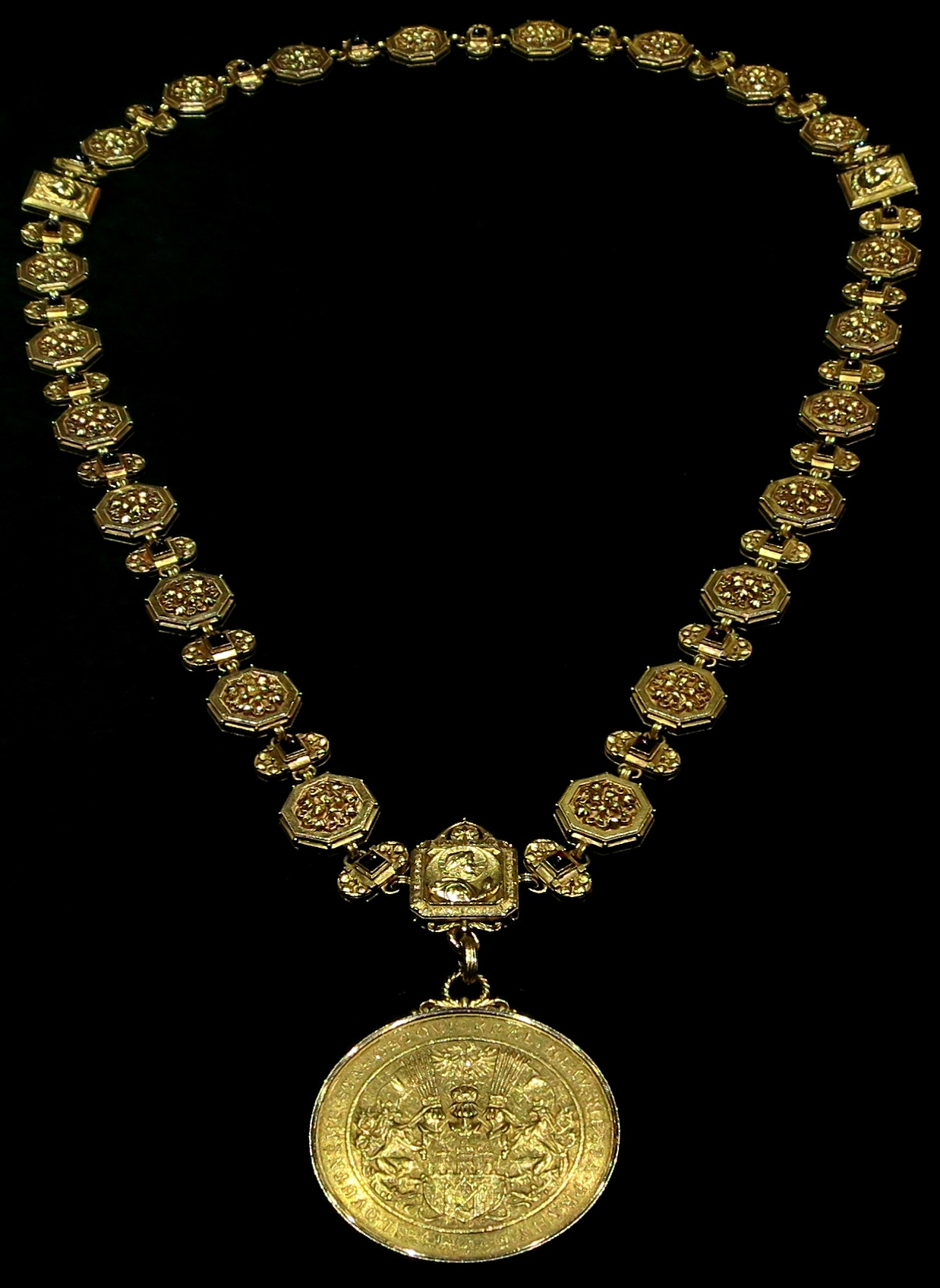
Primátorský řetěz primátora hlavního města Prahy

Post nejvyššího představitele města Prahy vystřídal tři pojmenování: purkmistr, starosta a primátor. Pozice vznikla rozhodnutím císaře Josefa II. o ustavení královského hlavního města Prahy jako správního celku sjednocením Starého Města, Nového Města, Malé Strany a Hradčan ze dne 12. února 1784. Do té doby měla jednotlivá čtyři města vlastní představitele. Od roku 1882 se nejvýše postavený úředník začal titulovat jako starosta a funkce primátora vznikla k 1. lednu 1922 zároveň s vytvořením Velké Prahy.

## Purkmistři královského hlavního města Prahy
Pro společnou správu sloučených měst (královské hlavní město Praha) byl zřízen magistrát, v jehož čele stál purkmistr jmenovaný guberniem. Roku 1848 byla obnovena volba městského zastupitelstva a purkmistra. Ve funkci „purkmistr měst pražských“ působili tito lidé:
| č.  | Purkmistr | Purkmistr                                   | Strana                      | Začátek a konec v úřadu   | Začátek a konec v úřadu |
| --- | --------- | ------------------------------------------- | --------------------------- | ------------------------- | ----------------------- |
| 1.  |           | JUDr. Bernard Augustin Zahořanský z Vorlíka |                             | 30. 4. / 11. 6. 1784      | 1788                    |
| 2.  |           | Ondřej Steiner ze Steinerů                  |                             | 1788                      | 1799                    |
| 3.  |           | Jan Jindřich Neuber                         |                             | červen 1800               | 1804                    |
| 4.  |           | Ondřej Steiner ze Steinerů                  |                             | 1804                      | 4. 7. 1810              |
| 5.  |           | Jan Jiří Karl                               |                             | 1811                      | 20. 10. 1819            |
| 6.  |           | Josef Kirpal                                |                             | 20. 5. 1820               | 22. 2. 1823             |
| 7.  |           | Petr rytíř ze Sporschilů                    |                             | 29. 6. 1825 / 11. 8. 1826 | 31. 7. 1838             |
| 8.  |           | Josef rytíř Müller z Jiřetína               |                             | 1838 / 17. 4. 1839        | březen 1848             |
| 9.  |           | JUDr. Antonín Strobach                      |                             | 9. 4. 1848                | květen 1848             |
| 10. |           | Tomáš Pštross                               |                             | 18. 5. 1848               | květen 1848             |
| 11. |           | JUDr. Václav Vaňka                          | Konzervativní strana středu | 31. 5. 1848               | duben 1861              |
| 12. |           | František Václav Pštross                    | Národní strana              | 11. 4. 1861               | 12. 6. 1863             |
| 13. |           | JUDr. Václav rytíř Bělský                   | Národní strana              | červen 1863               | 4. 11. 1867             |
| 14. |           | JUDr. Karel Leopold Klaudy                  | Národní strana              | 7. 1. 1868                | 23. 9. 1869             |
| 15. |           | František Dittrich                          | Národní strana              | 28. 2. 1870               | duben 1873              |
| 16. |           | Josef Huleš                                 | Národní strana              | 9. 4. 1873                | květen 1876             |
| 17. |           | Emilián, rytíř Skramlík                     | Národní strana              | 12. 7. 1876               | 31. 8. 1882             |

## Starostové královského hlavního města Prahy
Ve druhé polovině 19. století vlivem národního obrození začalo být označení purkmistr (Bürgermeister) nahrazováno českým slovem „starosta“ nebo starším latinským názvem „primátor“.
| č. | Portrét | Portrét                 | Strana | Strana    | Začátek a konec v úřadu | Začátek a konec v úřadu |
| -- | ------- | ----------------------- | ------ | --------- | ----------------------- | ----------------------- |
| 1. |         | JUDr. Tomáš Černý       |        | staročeši | 1882                    | 1885                    |
| 2. |         | Ferdinand Vališ         |        | staročeši | 1885                    | 19. 9. 1887             |
| 3. |         | JUDr. Jindřich Šolc     |        | staročeši | 12. 9. 1887             | listopad 1893           |
| 4. |         | Ing. arch. Čeněk Gregor |        | staročeši | 17. 11. 1893            | 12. 12. 1896            |
| 5. |         | JUDr. Jan Podlipný      |        | mladočeši | 2. 1. 1897              | 18. 1. 1900             |
| 6. |         | JUDr. Vladimír Srb      |        | staročeši | 5. 2. 1900              | 10. 2. 1906             |
| 7. |         | JUDr. Karel Groš        |        | mladočeši | 15. 2. 1906             | listopad 1918           |

## Starostové hlavního města Prahy
| č. | Starosta | Starosta            | Strana | Strana | Začátek a konec v úřadu | Začátek a konec v úřadu |
| -- | -------- | ------------------- | ------ | ------ | ----------------------- | ----------------------- |
| 1. |          | JUDr. Přemysl Šámal |        | ČStD   | 13. 11. 1918            | 15. 6. 1919             |
| 2. |          | JUDr. Karel Baxa    |        | ČSNS   | 15. 6. 1919             | 31. 12. 1921            |

## Primátoři hlavního města Prahy
Od vzniku Velké Prahy k 1. lednu 1922 stál v jejím čele primátor.
| č.  | Primátor | Primátor                          | Strana | Strana | Začátek a konec v úřadu | Začátek a konec v úřadu | Počet dnů v úřadě | Složení rady                                        |
| --- | -------- | --------------------------------- | ------ | ------ | ----------------------- | ----------------------- | ----------------- | --------------------------------------------------- |
| 1.  |          | JUDr. Karel Baxa                  |        | ČSNS   | 1. 1. 1922              | 5. 4. 1937              | 5573              |                                                     |
| 2.  |          | PhDr. Petr Zenkl                  |        | ČSNS   | duben 1937              | 24. 2. 1939             | 690               |                                                     |
| 3.  |          | JUDr. Otakar Klapka               |        | SNJ    | únor 1939               | 9. 7. 1940              | 501               |                                                     |
| 4.  |          | JUDr. Alois Říha                  |        | NS     | 26. 8. 1940             | 5. 5. 1945              | 1713              |                                                     |
| 5.  |          | JUDr. Václav Vacek                |        | KSČ    | 5. 5. 1945              | 27. 8. 1945             | 114               |                                                     |
| 6.  |          | PhDr. Petr Zenkl                  |        | ČSNS   | 27. 8. 1945             | květen 1946             | 308               |                                                     |
| 7.  |          | JUDr. Václav Vacek                |        | KSČ    | 1. 7. 1946              | 21. 5. 1954             | 2881              |                                                     |
| 8.  |          | Adolf Svoboda                     |        | KSČ    | 21. 5. 1954             | 29. 6. 1964             | 3692              |                                                     |
| 9.  |          | Ludvík Černý                      |        | KSČ    | 29. 6. 1964             | 10. 9. 1970             | 2264              |                                                     |
| 10. |          | JUDr. RSDr. Zdeněk Zuska          |        | KSČ    | 10. 9. 1970             | 22. 6. 1981             | 3938              |                                                     |
| 11. |          | Ing. František Štafa              |        | KSČ    | 22. 6. 1981             | 4. 7. 1988              | 2569              |                                                     |
| 12. |          | Zdeněk Horčík                     |        | KSČ    | 4. 7. 1988              | 8. 12. 1989             | 522               |                                                     |
| 13. |          | PaedDr. Josef Hájek               |        | KSČ    | 8. 12. 1989             | 23. 1. 1990             | 45                |                                                     |
| 14. |          | Jaroslav Kořán                    |        | OF     | 1. 2. 1990              | 13. 9. 1991             | 589               |                                                     |
| 15. |          | Ing. Milan Kondr                  |        | ODS    | 28. 9. 1991             | 13. 5. 1993             | 593               |                                                     |
| 16. |          | RNDr. Jan Koukal, CSc.            |        | ODS    | 13. 5. 1993             | 26. 11. 1998            | 2023              |                                                     |
| 17. |          | Ing. arch. Jan Kasl               |        | ODS    | 26. 11. 1998            | 28. 5. 2002             | 1279              |                                                     |
| 18. |          | RNDr. Igor Němec                  |        | ODS    | 15. 7. 2002             | 28. 11. 2002            | 136               |                                                     |
| 19. |          | MUDr. Pavel Bém                   |        | ODS    | 28. 11. 2002            | 30. 11. 2010            | 2924              | 1. rada Pavla Béma 2. rada Pavla Béma               |
| 20. |          | doc. MUDr. Bohuslav Svoboda, CSc. |        | ODS    | 30. 11. 2010            | 23. 5. 2013             | 905               | 1. rada Bohuslava Svobody 2. rada Bohuslava Svobody |
| 21. |          | RNDr. Tomáš Hudeček, Ph.D.        |        | TOP 09 | 20. 6. 2013             | 26. 11. 2014            | 524               | Rada Tomáše Hudečka                                 |
| 22. |          | Mgr. Adriana Krnáčová, M.A., MBA  |        | ANO    | 26. 11. 2014            | 15. 11. 2018            | 1450              | Rada Adriany Krnáčové                               |
| 23. |          | MUDr. Zdeněk Hřib                 |        | Piráti | 15. 11. 2018            | 16. 2. 2023             | 1554              | Rada Zdeňka Hřiba                                   |
| 24. |          | doc. MUDr. Bohuslav Svoboda, CSc. |        | ODS    | 16. 2. 2023             | dosud                   | 847               | 3. rada Bohuslava Svobody                           |